# Golpe de Estado no Chade em 1990
O golpe de Estado no Chade em 1990 ocorreu em 3 de dezembro de 1990, quando as forças do Movimento Patriótico de Salvação (MPS), um grupo rebelde apoiado pela Líbia  sob a liderança do General Idriss Déby, entraram na capital chadiana N'Djamena sem oposição. As tropas do Movimento Patriótico de Salvação entraram no Chade a partir do Sudão três semanas antes. 
Anteriormente, em 2 de dezembro, o presidente pró-Ocidente Hissène Habré (que governava o país desde 1982) teria fugido para a vizinha República dos Camarões com sua família, seu gabinete e os principais assessores como seus militares, quando as Forças Armadas Nacionais Chadianas (FANT) colapsaram. 
Adicionalmente, a França, que apoiou repetidamente o governo Habré contra rebeliões locais e ataques da Líbia na década de 1980, deu instruções às 1.300 tropas francesas estacionadas no Chade para não intervir no que descreveu como conflito interno, com o ministro das Relações Exteriores francês, Roland Dumas dizendo em uma aparente referência ao profundo envolvimento tradicional da França na Françafrique, suas ex-colônias na África:
Passaram os tempos em que a França escolheria governos ou mudaria de governo e manteria outros quando assim o desejasse. 
Dumas afirmou que cerca de 300 tropas francesas adicionais foram enviadas ao Chade nos dias seguintes apenas para proteger os cidadãos franceses e manter a ordem.  As tropas francesas e do Movimento Patriótico de Salvação começaram imediatamente a desarmar civis e a restaurar a ordem depois que tumultos e saques precipitaram sobre N'Djamena após o colapso do governo Habré. 